# Pinus krempfii
Сосна Кремпфа (Pinus krempfii) — вид дерев роду сосна родини соснових.
Являє собою рідкісний вид сосни ендемічний для центрального нагір'я В'єтнаму в області Da Lat-Nha Trang. Він незвичайний тим, що має плоскі голки.
Цей вид відомий тільки з локальних популяцій в Кханьхоа і Ламдонг — провінцій на півдні країни.